# Comuna Bosiljevo, Karlovac
Bosiljevo este o comună în cantonul Karlovac, Croația, având o populație de 1.284 de locuitori (2011).

## Demografie
Componența etnică a comunei Bosiljevo
     Croați (97,04%)
     Sloveni (1,87%)
     Necunoscut (0,08%)
     Neclasificat (0,86%)
Componența confesională a comunei Bosiljevo
     Catolici (97,74%)
     Necunoscută (0,7%)
     Alte religii (1,56%)
Conform recensământului din 2011, comuna Bosiljevo avea 1.284 de locuitori. Din punct de vedere etnic, majoritatea locuitorilor (97,04%) erau croați, cu o minoritate de sloveni (1,87%). Apartenența etnică nu este cunoscută în cazul a 0,08% din locuitori. Din punct de vedere confesional, majoritatea locuitorilor (97,74%) erau catolici. Pentru 0,7% din locuitori nu este cunoscută apartenența confesională.